# Medusavirus
Medusavirus (лат., возможное русское название — медузавирус) — гигантский вирус, поражающий амёбу Acanthamoeba castellanii. Имеет икосаэдрический капсид с необычными придатками, имеющими сферические наконечники. Морфологически и филогенетически Medusavirus сильно отличается от остальных гигантских вирусов, поэтому предлагается выделить его в отдельное семейство Medusaviridae.
Medusavirus был обнаружен в образце воды из горячего источника в Японии при совместной культивации с амёбой A. castellanii, а об открытии было объявлено в 2019 году.
Своё название вирус получил за то, что он, подобно мифической Медузе, заставляет «каменеть» клетки амёб.
По состоянию на апрель 2019 года таксон Medusavirus не зарегистрирован в базе данных Международного комитета по таксономии вирусов (ICTV).

## Описание
Как показала криоэлектронная микроскопия, вирионы Medusavirus имеют очень необычную морфологию. Икосаэдрический белковый капсид диаметром около 260 нм и толщиной около 8 нм покрыт придатками длиной около 14 нм со сферическими наконечниками, причём на каждом капсомере находится ровно один придаток. Под белковым капсидом у Medusavirus, как и других крупных ядерно-цитоплазматических ДНК-содержащих вирусов, находится внутренняя мембрана толщиной 6 нм.
Геном Medusavirus представлен линейной двуцепочечной молекулой ДНК длиной 381277 пар оснований (п. о.). GC-состав его генома равен 61,7 %, по этому показателю из всех крупных ядерно-цитоплазматических ДНК-содержащих вирусов Medusavirus уступает лишь представителям рода Pandoravirus. В геноме Medusavirus удалось предсказать 461 предполагаемый белок-кодирующий ген, а также несколько последовательностей, вероятно, кодирующих тРНК. Среди предполагаемых белок-кодирующих генов найти гомологов в базах данных удалось для 39 %, причём больше всего гомологов белков Medusavirus нашлось среди эукариот (115 генов). Из них 86, вероятно, произошли из генома амёбы-хозяина, что свидетельствует об интенсивном горизонтальном переносе генов между амёбой и вирусом. Интересно, что в геноме Medusavirus отсутствуют гены, кодирующие ДНК-зависимую РНК-полимеразу, кэпирующий фермент и топоизомеразу II, которые имеются в геномах всех остальных крупных ядерно-цитоплазматических ДНК-содержащих вирусов. Поэтому репликация генома Medusavirus осуществляется белками клетки-хозяина. При этом в геноме Medusavirus нашлись гены всех пятерых гистонов — H1, H2A, H2B, H3, H4 и некоторых других белков, не характерных для вирусов, таких как гомолог циклина B, который может регулировать клеточный цикл амёбы-хозяина, и предполагаемая метакаспаза, участвующая в регуляции программируемой гибели амёбы. Более того, ДНК-полимераза Medusavirus родственная эукариотической ДНК-полимеразе δ.
Вероятно, Medusavirus приобрёл многие эукариотические гены в результате актов горизонтального переноса от амёбы-хозяина. Горизонтальный перенос был двунаправленным: амёба передала вирусу 57 генов, а вирус амёбе — 12, и среди них — гены, кодирующие белки капсида.

## Жизненный цикл
ДНК Medusavirus обнаруживается в ядре амёбы через 1 час после заражения. Ещё через 1—3 часа большая часть вирусной ДНК выявляется на периферии ядрышка, поэтому репликация генома Medusavirus происходит внутри ядра клетки-хозяина. Через 8 часов после заражения концентрация вирусной ДНК достигает наивысших значений, и вирусная ДНК распределяется во всему ядру. Через 8—10 часов после инфицирования в цитоплазме заражённой клетки обнаруживаются многочисленные капсиды, а через 14 часов после заражения вирусная ДНК начинает детектироваться в цитоплазме. Выход новых вирусных частиц из клетки-хозяина начинается через 14 часов после инфицирования.

## Филогения и родственные связи
Филогенетический анализ, основанный на последовательностях генов ДНК-полимеразы и мажорного капсидного белка (англ. major capsid protein, MCP), не дал оснований для включения Medusavirus в какую-либо существующую группу или семейство ДНК-содержащих вирусов. Анализ протеома и состава генов показал, что Medusavirus отходит от корня клады, включающей Mollivirus и Pandoravirus. В связи с этим предлагается выделить Medusavirus в собственное семейство Medusaviridae.